# Sokoľ
Sokoľ – wieś (obec) na Słowacji położona w kraju koszyckim, w powiecie Koszyce-okolice. Pierwsze wzmianki o miejscowości pochodzą z roku 1270. 
Według danych z dnia 31 grudnia 2012, wieś zamieszkiwało 1056 osób, w tym 559 kobiet i 497 mężczyzn.
W 2001 roku rozkład populacji względem narodowości i przynależności etnicznej wyglądał następująco:
- Słowacy – 95,41%
- Czesi – 0,37%
- Rusini – 0,5%
- Ukraińcy – 0,12%
- Węgrzy – 0,12%

Ze względu na wyznawaną religię struktura mieszkańców kształtowała się w 2001 roku następująco:
- Katolicy rzymscy – 90,2%
- Grekokatolicy – 2,73%
- Ewangelicy – 0,12%
- Prawosławni – 0,25%
- Ateiści – 2,73%
- Nie podano – 3,85%